# Philipp Georg von Willich
Philipp Georg Willich, ab 1786 von Willich (* im Oktober 1720 in Trent (Rügen); † im April 1787 in Sagard) war evangelischer Propst (Praepositus) und Pfarrer in Sagard auf der Insel Rügen.

## Leben
Er entstammte der Theologenfamilie Willich aus der Mark Brandenburg, war der Sohn des Friedrich Christoph Willich, Pfarrer in der Nähe von Stralsund und in Trent auf Rügen, und hatte 15 Geschwister. Er studierte Theologie an der Universität Greifswald und veröffentlichte 1742 seine Dissertation Dissert. theol. qua scripturam sacram totius theologiae revelatae principium cognoscendi esse (Verlag Struck, 1742). Er war Propst (Praepositus) der Jasmund-Wittow'schen Synode und hatte bis 1782 die Pfarrstelle an der Sankt-Michael-Kirche in Sagard.
Ein Jahr vor seinem Tod wurde Willich am 31. März 1786 in Wien mit seinen Nachkommen in den Reichsadelsstand erhoben.
Willich war dreimal verheiratet, seine dritte Ehefrau war Marianne Regina Schwarz, die Tochter seines 1750 verstorbenen Amtsvorgängers Pfarrer Adolph Philipp Theodor Schwarz in Sagard. Zu seinen insgesamt 16 Kindern gehörten der Landarzt Moritz von Willich und der Pfarrer Heinrich Christoph von Willich.